# Natthawut Promudom
Natthawut Promudom (thailändisch ณัฐวุฒิ พรมอุดม, * 18. März 1993) ist ein thailändischer Fußballspieler.

## Karriere
Natthawut Promudom stand bis Ende 2013 beim Pattaya United FC unter Vertrag. Wo er vorher gespielt hat, ist unbekannt. Der Verein aus Pattaya spielte in der ersten Liga des Landes, der Thai Premier League. Für den Verein stand er 2013 einmal auf dem Spielfeld. Am Ende der Saison musste Pattaya in die zweite Liga absteigen. Nach dem Abstieg verließ er den Verein. Wo er von 2014 bis 2018 gespielt hat, ist unbekannt. Anfang 2019 unterschrieb er einen Vertrag beim Pattaya Discovery United FC. Mit dem Verein aus Pattaya spielte er in der vierten Liga, der Thai League 4. Hier trat man in der Eastern Region an. 2020 wurde die Liga nach zwei Spieltagen wegen der COVID-19-Pandemie abgebrochen. Während der Pause wurde vom Verband beschlossen, dass man die Thai League 3 und die Thai League 4 zusammenlegen werde. Die Thai League 3 spielte ab September 2020 in sechs Regionen. Nach der Umstrukturierung spielte er mit dem Verein in der Thai League 3. Hier trat man in der Eastern Region an.